# Jules Rimet
Pour les articles homonymes, voir Rimet.
Jules Ernest Séraphin Valentin Rimet, né le 24 octobre 1873 à Theuley (Haute-Saône), et mort le 15 octobre 1956 à Suresnes (Seine), est un dirigeant du football français. Avocat de formation, Rimet commence, dès sa jeunesse, à s'intéresser fortement au football, lorsqu'il se trouve dans le prestigieux établissement La Rochefoucauld.

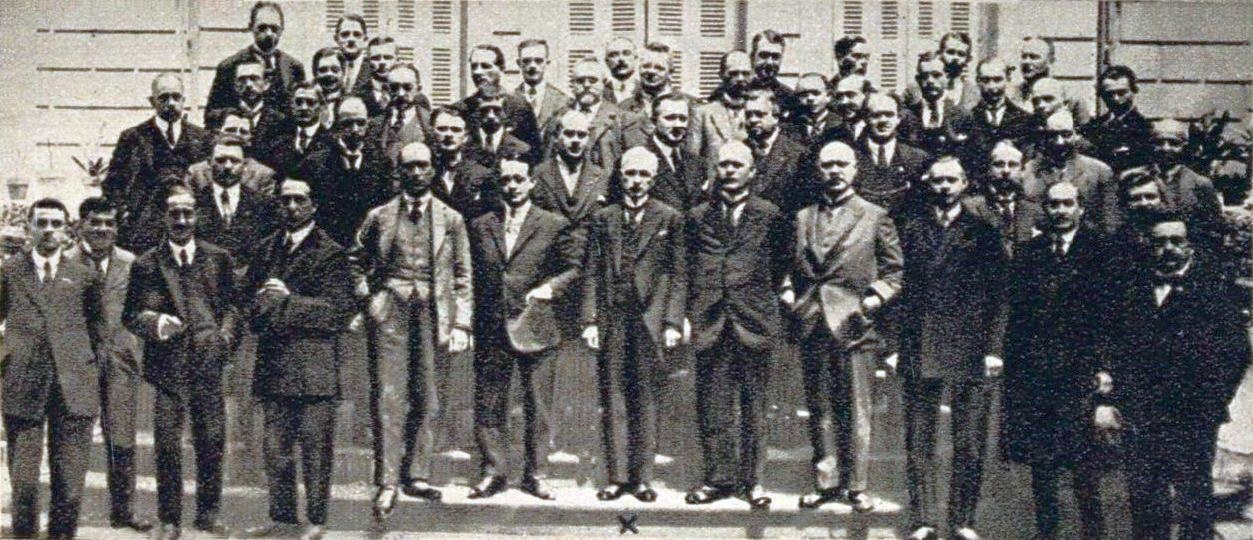
Le congrès de la F.I.F.A. en mai 1923 (une croix : Jules Rimet).

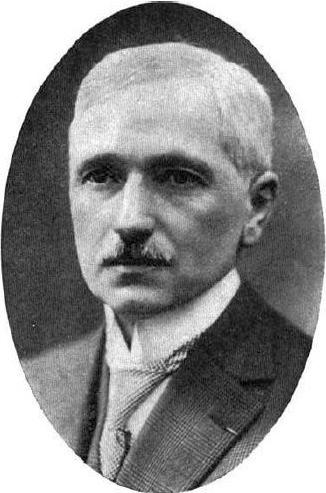
Jules Rimet en 1924 (JO de Paris).

Président de la Fédération internationale de football association (FIFA) pendant trente-trois ans, de 1921 à 1954, il est l'initiateur de la Coupe du monde de football dont la première édition a lieu en 1930, et dont le premier trophée porte son nom. Il est par ailleurs président-fondateur du Red Star Football Club de 1897 à 1910, cofondateur de la Ligue de football association en 1910, premier président de la Fédération française de football de 1919 à 1942 puis de 1944 à 1949 et président du Comité national des sports de 1931 à 1947.
Personnalité marquante du sport, Jules Rimet joue un rôle important dans l'émergence du football mondial entre les années 1920 et 1950, grâce à ces multiples actions d'envergure internationale.
Promu commandeur de la Légion d'honneur, Rimet est proposé, à la fin de sa vie, pour être prix Nobel de la paix mais meurt avant d'être éventuellement élu.

## Biographie

### Jeunesse
Jules Rimet nait et passe toute son enfance à Theuley, commune située à 30 kilomètres à l'ouest de Vesoul, dans la Haute-Saône. Il vit lors chez son grand-père Charles François Ramondot, agriculteur et meunier, son père paysan étant monté trouver du travail à Paris à la suite de la crise agricole consécutive à la Grande Dépression. Jules, l'aîné des Rimet (il a deux frères et deux sœurs), reçoit une éducation chrétienne et patriotique empreinte de catholicisme social. En 1885, il fait sa première communion, obtient le certificat d'études primaires et quitte son village natal pour rejoindre ses parents qui travaillent comme épiciers rue Cler dans le quartier populaire du Gros-Caillou du 7e arrondissement de Paris. La famille habitant alors rue de Grenelle, Rimet passe son adolescence au lycée La Rochefoucauld de la paroisse Saint-Pierre-du-Gros-Caillou et découvre le football dans la rue avant d'y jouer avec l'Étincelle. Il s'y forge la conviction des bénéfices du sport dans l'éducation physique et morale des jeunes, vecteur de bien-être et d'amitié entre les peuples,.
Élève consciencieux et assidu, il obtient son baccalauréat, puis une licence de droit et devient avocat. Il devient par la suite associé au comptoir fiduciaire de Paris, un cabinet de contentieux et de recouvrement. Il s'intéresse à de nombreuses disciplines sportives, notamment l'escrime et l'athlétisme. Au début des années 1890, il devient membre du Cercle catholique d'ouvriers du Gros-Caillou, crée l’« Union sociale du VIIe arrondissement » et adhère au mouvement de la Démocratie chrétienne situé entre les restaurateurs du catholicisme traditionnel et les républicains anticléricaux. Son beau-frère Georges Delavenne devient plus tard maire de cet arrondissement avec entre autres le soutien de Jules Rimet.
Le 21 février 1897, Jules Rimet fonde le club omnisports du Red Star avec son frère Modeste et plusieurs amis. Jules a alors 23 ans. Le club applique les valeurs humanistes de son fondateur, et notamment son ouverture aux jeunes issus de familles pauvres. La section football rejoint le championnat de Paris de troisième série de l'Union des sociétés françaises de sports athlétiques (USFSA). D'abord basé à Paris, près de la Tour Eiffel, le club change plusieurs fois de résidence à Paris et dans la proche banlieue. En mai 1897, dans son logement au numéro 188 rue de Grenelle, il invite des amis afin de créer une publication baptisée La Revue, journal chrétien, républicain et démocratique, qui fusionne en janvier 1899 avec Le Sillon de Marc Sangnier, une revue qui fait rompre de nombreux chrétiens avec la monarchie. Au-delà du football, qui l'intéresse avant tout pour ses vertus éducatives, Rimet est passionné de poésie, de littérature, de musique ; il ouvre ainsi au sein du Red Star une « section littéraire et artistique » avec comme but la vulgarisation des sports athlétiques,.

### Présidences des associations

#### L'Union des sociétés françaises de sports athlétiques

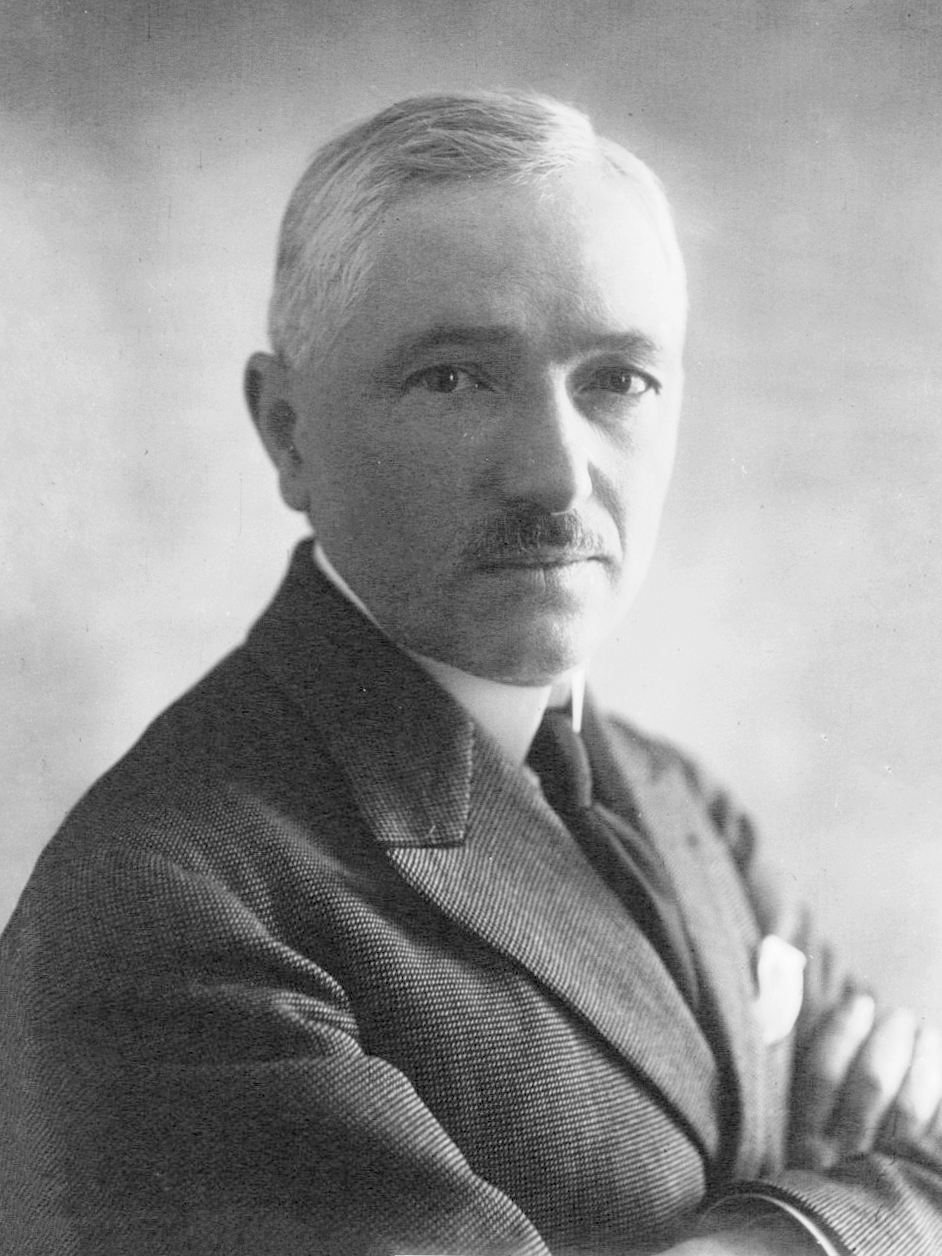
Jules Rimet en 1920.

Jules Rimet intègre la direction de l'USFSA qui lance la fondation de la Fédération internationale de football association (FIFA), actée dans ses locaux parisiens en 1904. Alors que l'organisation projette rapidement l'organisation d'une compétition mondiale, sous l’impulsion de la Football Association anglaise, Rimet de son côté pousse à l'organisation d'un tournoi de football aux Jeux olympiques de 1908 réservé aux joueurs amateurs.
L'USFSA claque la porte de l'institution internationale en 1907, interdisant de fait aux clubs qui la composent tout match international. Jules Rimet a conscience que l’avènement du professionnalisme, combattu par l'USFSA, est inéluctable si on souhaite ouvrir le football à toutes les couches de la population. Il fonde en 1910 avec les dirigeants de trois autres clubs parisiens la Ligue de football association, qui s'affilie au Comité français interfédéral (CFI), le remplaçant de l'USFSA comme représentant de la France auprès de la FIFA. Rimet quitte alors la direction du Red Star, au moment de son déménagement définitif à Saint-Ouen. En 1914, il est nommé représentant du CFI auprès de la FIFA.

#### La Fédération française de football association
Survivant à la Grande guerre avec le grade de lieutenant d'infanterie et une croix de guerre, Jules Rimet reprend ses activités de dirigeant sportif. Il est élu président de la toute nouvelle Fédération française de football association (FFFA) le 11 avril 1919. Il a la joie en 1921, 1922 1923 et 1928 de voir le Red Star remporter la Coupe de France de football, la principale compétition française du moment. Il défend l’avènement du professionnalisme dans le football français, y voyant le seul moyen d'ouvrir la pratique du football aux classes pauvres, constituées d'ouvriers et employés. En 1938, il se montre inflexible devant la menace des joueurs du championnat de France de faire grève et obtient gain de cause.
En 1942, il se retire de la présidence de la FFFA pour protester contre les mesures imposées par le Commissariat général à l'éducation et aux sports (restriction du professionnalisme, modification de la durée des rencontres) ; il revient à ses responsabilités deux ans plus tard. Il quitte définitivement la FFFA en 1949, après trente ans de mandat, à la suite de l'« affaire sarroise » : la volonté de Rimet d'intégrer le FC Sarrebruck au championnat de France est rejetée par les autres clubs aux cris de « Bordeaux plutôt que Sarrebruck ».

#### La Fédération internationale de football association
Au sein de la FIFA, le président de la FFFA s'oppose à l'exigence des Britanniques d'exclure les pays vaincus de la Première Guerre mondiale. Le 1er mars 1921, il est élu président de la FIFA. La fédération internationale est alors exsangue, ébranlée par le conflit mondial. Elle ne compte plus qu'une douzaine de membres, dont ne font partie ni les Britanniques, qui ont claqué la porte de l'organisation, ni le Brésil ou l'Uruguay. Rimet voit pourtant en elle le moyen de rassembler la grande famille du football à travers le monde. Il est en cela inspiré par la vision universelle liée aux valeurs chrétiennes qui lui sont chères. Pour la même raison, il est plutôt réticent, tout au long de son mandat à la FIFA, au développement des fédérations continentales, notamment en Europe, voyant là une menace sur l'unité de la « famille ». Il développe les activités de la FIFA et œuvre particulièrement à l'organisation d'un tournoi mondial ouvert aux professionnels, en dépit des réticences des tenants de l'« amateurisme aristocratique » comme Pierre de Coubertin, fondateur du Comité international olympique (CIO).

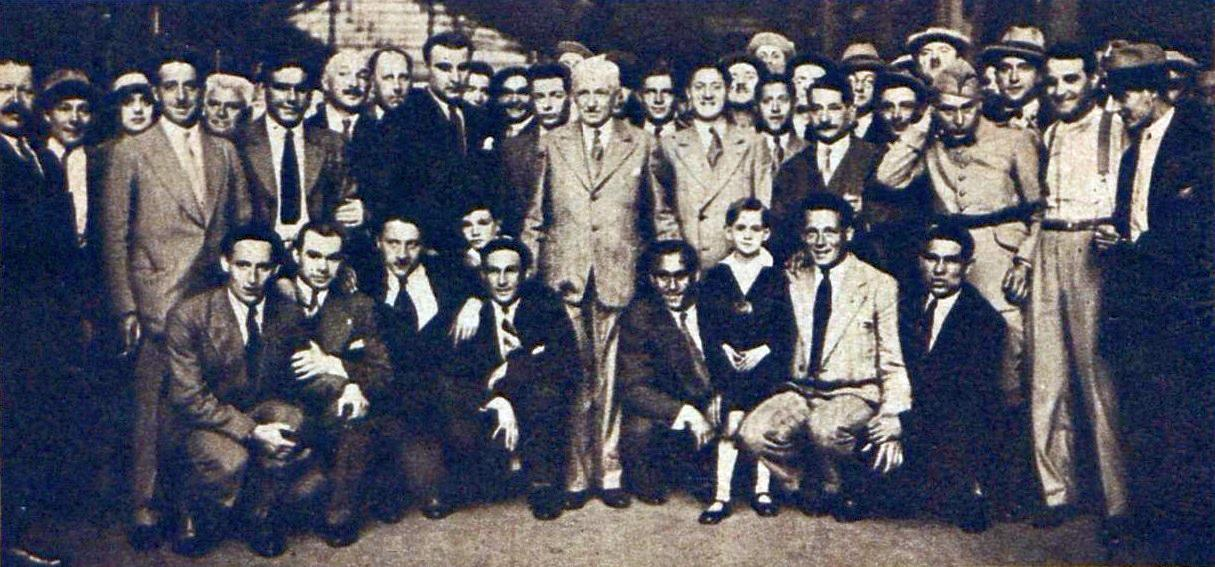
Jules Rimet et l'équipe de France de football, en partance pour Montevideo en 1930.

Inspirés par le succès des tournois olympiques mondiaux de 1924 et 1928, Rimet et Henri Delaunay, secrétaire de la fédération française, proposent l'organisation d'un championnat du monde sous l'égide de la FIFA au congrès d'Amsterdam de 1928. Le projet est adopté l'année suivante et l'organisation de la première Coupe du monde de football est confiée à l'Uruguay, double champion olympique de football, qui fête le centenaire de son indépendance et s'engage à régler les frais de transports des sélections participantes. Les Européens se plaignent de ce choix lointain — non sans un certain dédain pour leurs homologues d'Amérique du Sud — de sorte que seules quatre sélections se laissent convaincre de faire le voyage : la France, la Belgique, la Roumanie et la Yougoslavie. Le président accompagne la traversée de trois d'entre elles sur le SS Conte Verde, emportant dans sa valise le trophée qui doit être remis au champion du monde,. Le tournoi, même s'il ne connaît qu'un écho lointain en Europe et qu'il provoque quelques incidents dans les pays des deux finalistes (l'Uruguay et l'Argentine), est une réussite sportive et commerciale. Le principe de la compétition ne sera plus remis en cause.

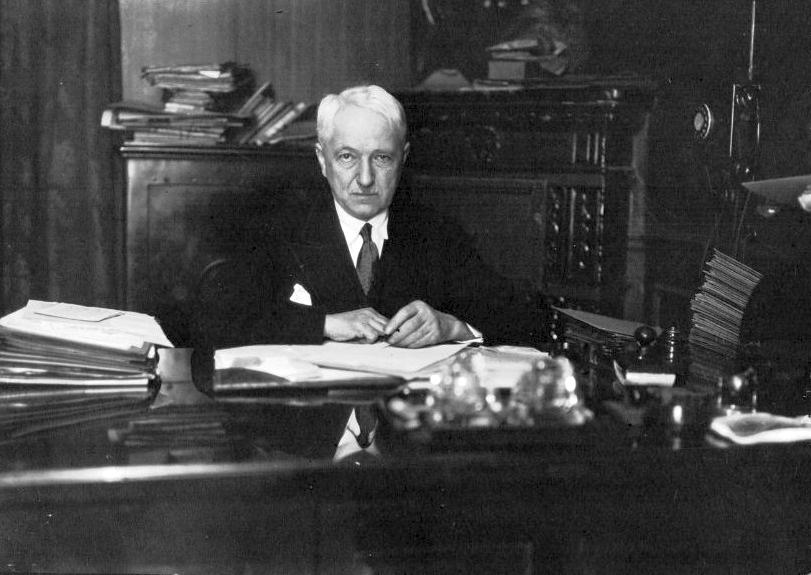
Jules Rimet à son bureau (1933).

La deuxième édition, en 1934, est précédée d'une phase qualificative et remporte un grand succès médiatique étant pour la première fois couverte par la radio. Elle n'est cependant pas exempte de polémiques. Le choix d'en confier l'organisation à l'Italie fasciste de Benito Mussolini, qui exploite la compétition pour vanter son régime, est critiqué mais Rimet refuse de considérer le mélange du sport et de la politique. De plus, douze des seize participants sont européens alors qu'ils avaient massivement boycotté le tournoi de 1930 ; l'Uruguay, tenant du titre, déclare forfait en représailles. Il n'est pas non plus de la partie en 1938, tout comme l'Argentine. Cette troisième édition, en France, est marquée par de nouvelles perturbations politiques : l'Autriche, annexée par l'Allemagne nazie, doit déclarer forfait. Les Allemands commencent leurs matchs par un salut nazi, ce qui fait scandale. La Seconde Guerre mondiale conduit à l'annulation du mondial prévu en 1942. Malgré tout, Rimet poursuit sans état d'âme le développement de son projet et de la fédération.
Après le conflit, les fédérations britanniques acceptent de revenir au sein de la FIFA et de prendre part à la Coupe du monde de 1950 organisée au Brésil, à l'issue de laquelle Rimet remet en personne le trophée à l'Uruguay, champion du monde pour la deuxième fois.
En 1954, à la veille de la Coupe du monde, il quitte ses responsabilités à la tête de la fédération internationale qui compte alors 85 membres et en devient le président honoraire. Son départ ouvre grand la porte aux confédérations continentales, un concept auquel il a toujours marqué son opposition : la Confédération asiatique de football et l'Union des associations européennes de football naissent en 1954, la Confédération africaine de football en 1957 et la Confédération de football d'Amérique du Nord, d'Amérique centrale et des Caraïbes en 1961.

#### Le Comité national des sports

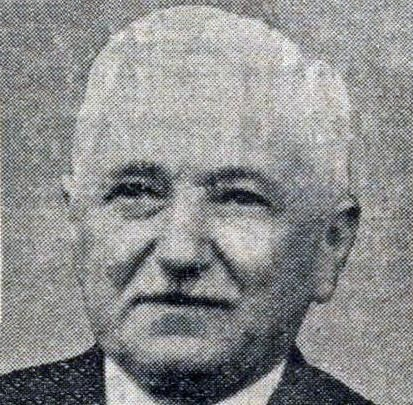
Jules Rimet en 1941.

Jules Rimet succède à Gaston Vidal à la présidence du Comité national des sports (CNS) de 1931 à 1947, une époque où le Comité olympique français (COF) est encore quelque peu dépendant de cet organisme. Le 20 décembre 1940, avec la loi dite charte des sports, le régime de Vichy — dans le cadre de sa Révolution nationale — donne un rôle des plus importants au CNS qui devient un quasi-organisme d'État chargé d'orienter, de diriger, de contrôler le sport français. En matière de politique sportive, remise en forme physique et contrôle de la jeunesse, le CNS devient le pilier du nouvel ordre moral. Il revient à Jules Rimet de gérer ce passage délicat. Il quitte le CNS en 1947.

### Activités professionnelles extra-sportives
Jules Rimet crée avec Louis Lacroy, au début du XXe siècle un "cabinet de contentieux, de recouvrements et comptabilité commerciale", dont le siège est initialement à Montgeron, en Essonne, et est ensuite transféré à Paris, 13 rue Greneta, après le décès de son associé et le rachat de ses parts à ses héritiers. Exploité sous la raison sociale "Lacroix, Rimet et Cie", ce cabinet est ensuite transformé en "comptoir fiduciaire de Paris". Outre l'activité de recouvrement de créances, il est également signalé comme travaillant dans le domaine immobilier et notamment des lotissements. Après la guerre, il lui sera reproché d'avoir administré des biens spoliés à des personnes de confession juive. Si certains auteurs, mettent en doute ces accusations, elle sont néanmoins avérées par la publication de son nom et de l'adresse de son cabinet à plusieurs reprises comme "administrateur provisoire", d'immeubles ou d'entreprises appartenant à des personnes juives.

### Fin de vie
En 1955, Rimet est proposé pour le prix Nobel de la paix pour son action pour l'unité des peuples mais le jury norvégien rejette sa candidature ; le prix n'est pas attribué cette année-là. Les événements politiques des coupes du monde de 1934 et 1938 ont probablement joué dans la décision.
À la fin de sa vie, il écrit un ouvrage représentatif et caractéristique, L'Histoire merveilleuse de la Coupe du monde publié en mai 1954. Jules Rimet meurt le 15 octobre 1956 à Suresnes, à l'âge de 82 ans.

## Hommages

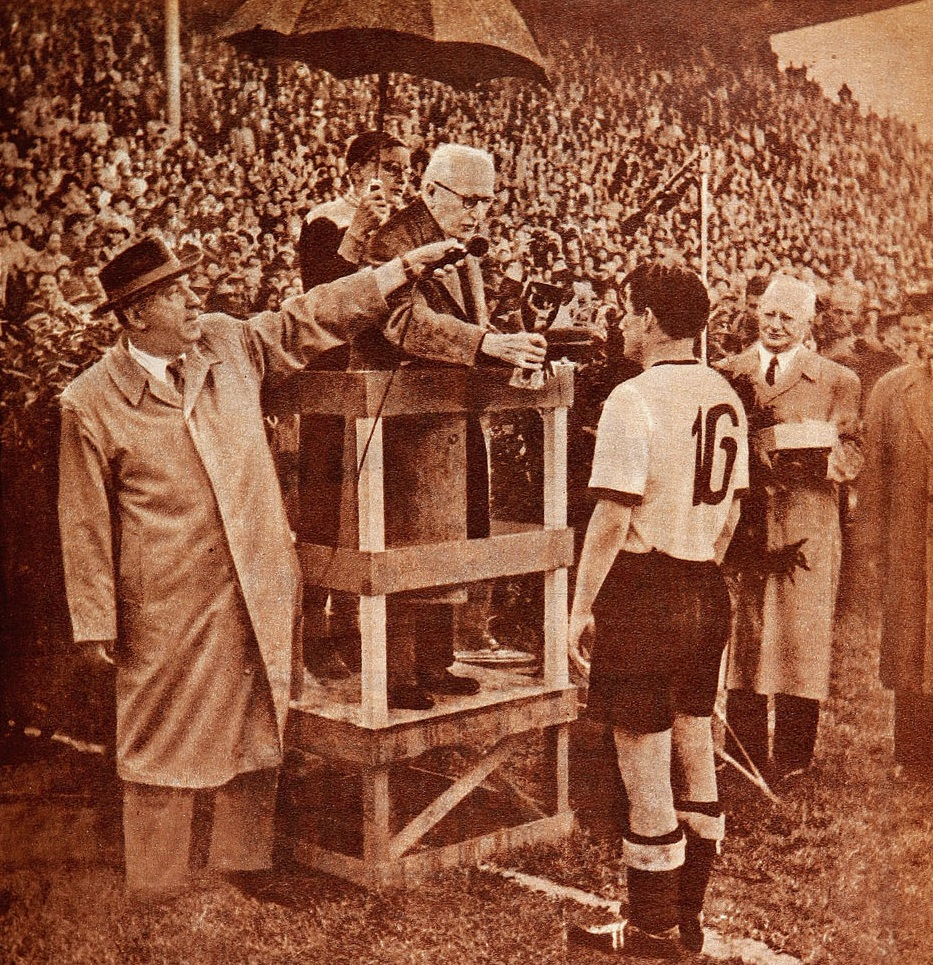
Jules Rimet remettant la coupe qui porte son nom à Fritz Walter lors la finale de la Coupe du monde de football 1954.

En 1946, le trophée de la Coupe du monde de football — une statuette en or sculptée par Abel Lafleur connue comme la Victoire aux ailes d’or —, initialement appelé Coupe du Monde de Football Association, est rebaptisé « Coupe Jules-Rimet » en son honneur. Le trophée, en métal plaqué à l'or fin, est la représentation de la déesse Victoire, sur laquelle sont gravés successivement les noms des nations championnes du monde. De 1930 à 1970, le pays vainqueur de la Coupe du monde de football en restait détenteur jusqu'au mondial suivant quatre ans plus tard. En 1970, à la suite de sa troisième victoire, le Brésil obtient le droit de conserver la Coupe Jules-Rimet de manière définitive, de sorte qu'en 1974, un nouveau trophée, d'un dessin différent, est mis en jeu.
En 1998, la place Jules-Rimet est créée à Paris à proximité du Parc des Princes, à l'occasion de la Coupe du monde de football 1998 organisée en France à l'initiative de l'Association pour la valorisation de l’œuvre de Jules Rimet (AVOJR, fondée en 1994 par Jean-Yves Guillain). Lors de la Coupe du monde de football 2006, près de cinquante ans après la mort de Jules Rimet, l'autocar officiel de l'équipe de France de football est décoré du slogan Liberté, Égalité, Jules Rimet.
En 2004, il reçoit à titre posthume l'Ordre du mérite de la FIFA.
En 2012 est créé le prix Jules Rimet par l'Association Jules Rimet Sport et Culture — avec le soutien de la fondation Jean-Luc Lagardère et de Nes & Cité — doté de 5 000 euros pour le lauréat. Le prix Jules Rimet se propose de célébrer la littérature sportive, française ou étrangère, sous toutes ses formes : roman, chronique, nouvelle ou encore document. Fidèle à la devise de Jules Rimet, « Travailler le corps, éveiller l’esprit ! », ce prix est accompagné par des ateliers d'écriture auprès de jeunes footballeurs de clubs de ligue 1, ateliers coordonnés par l'écrivain Hafid Aggoune.

## Distinctions
- Commandeur de la Légion d'honneur (14 septembre 1949), officier en 1931, chevalier en 1921[31]
- Croix de guerre 1914–1918
- Médaille interalliée de la Victoire
- Commandeur de l'ordre du Ouissam alaouite
- Officier de l'ordre de la Couronne de chêne
- Chevalier de l'ordre de Léopold